# ヤービス山
ヤービス山（ヤービスさん、英: Mt. Jarvis）とは、北アメリカ大陸の北西部に存在する山の1つである。
ただし、この山には目立つ峰が2つ存在していて、これら2つの峰は独立した山頂として見なされる場合もあるものの、本項ではヤービス山に存在する2つの目立つ峰として扱うものとする。
行政区分では、アメリカ合衆国のアラスカ州に属する。また、この山も含めた一帯は、1979年からはユネスコの世界遺産に登録されており、1980年からはアラスカ州政府からランゲル・セントイライアス国立公園にも指定されている。

## 概要
ヤービス山は、おおよそ北緯62度01分、西経143度37分付近に位置していて、その山頂の現在の標高は4,091mである。ただし、ヤービス山には目立つ峰が2つ存在していて、それが狭い尾根でつながっているという形状をしていて、その南南東側の峰の標高が4091mであり、そこから北北西に約4kmの場所に標高3970mの峰が存在している。
ヤービス山はランゲル山地に属する山の1つであるが、ランゲル山地は、ほとんど全てが火山活動によって形成され、やはりこのヤービス山も火山活動の結果誕生した盾状火山である。しかし、最後の噴火の形跡は約100万年前のものであり、それ以後の噴火は起きていないものと考えられている。なお、この山の火成岩は主にデイサイトであり、確認されている中で最も古い火成岩は約170万年前のもの、最も新しい火成岩は約100万年前のものであることが、この山の噴火が100万年前を最後に起きていないという証拠とされている。
このようにヤービス山は、すでに噴火は起きておらず、また高緯度に位置する高山であるため気候も寒冷であり、現在のヤービス山は、その山頂部は万年雪（氷）で覆われており、山の北東側も、そのほとんどが雪と氷とで覆われている。また、同じく山の北東側には1500m以上の高さの崖が続いていて、凍り付いた滝なども見られる。
この他、この山の東側と西側には険しい岩肌の斜面が存在するが、これらは付近を北流するジャクシナ氷河（Jacksina Glacier）とカッパー氷河（Copper Glacier）によって浸食されたこと形成された圏谷である。

## 名称の由来
この山の「ヤービス（Jarvis）」という名称は、アメリカ合衆国の密輸監視を担っていた役所（United States Revenue Cutter Service）に所属していた、David H. Jarvisの姓を取ったものである。ただし、命名を行った人物は、アメリカ地質調査所に所属する地質学者であったF. C. Schraderであり、命名を行ったのは、1903年のことである。